# Belida pusilla
Belida pusilla är en tvåvingeart som först beskrevs av Henry Jonathan Reinhard 1953.  Belida pusilla ingår i släktet Belida och familjen parasitflugor.
Artens utbredningsområde är North Carolina. Inga underarter finns listade i Catalogue of Life.